# Pales polleniina
Pales polleniina är en tvåvingeart som först beskrevs av Mario Bezzi 1908.  Pales polleniina ingår i släktet Pales och familjen parasitflugor.
Artens utbredningsområde är Eritrea. Inga underarter finns listade i Catalogue of Life.